# Caenopteris triloba
Caenopteris triloba là một loài thực vật có mạch trong họ Aspleniaceae. Loài này được (Desv.) Desv. miêu tả khoa học đầu tiên năm 1827.